# Henri Albert de La Grange d’Arquien

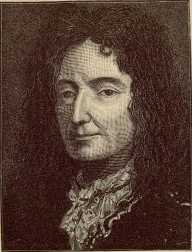
Henri Albert de La Grange d’Arquien

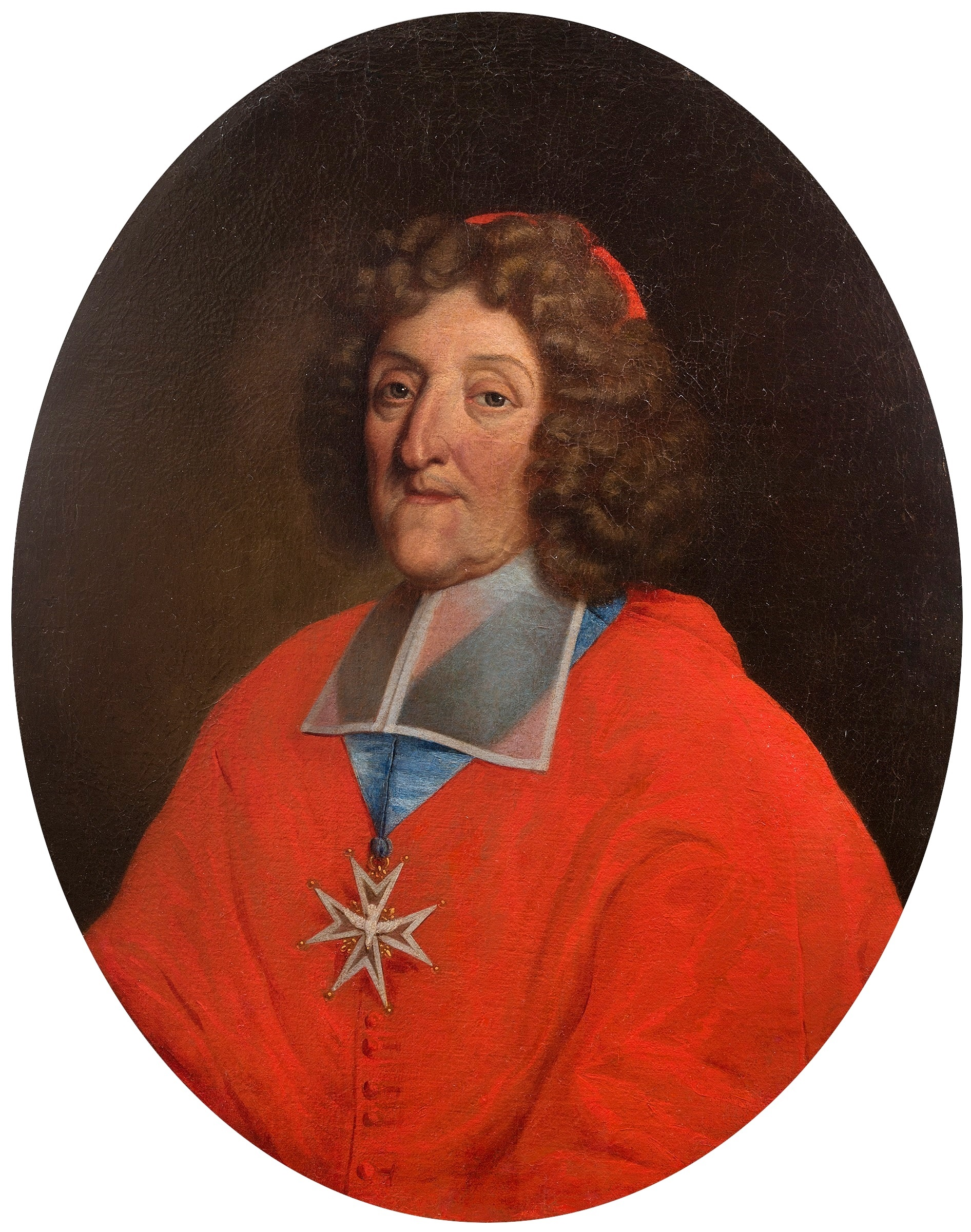
de La Grange d’Arquien als Kardinal (Ölgemälde von Alexandre-François Desportes, 1696)

Henri Albert de La Grange d’Arquien (* 8. September 1613 in Calais; † 24. Mai 1707 in Rom) war ein französischer Aristokrat, der den Titel Marquis d’Arquien führte, Kardinal der römisch-katholischen Kirche und Vater von Marie Casimire Louise de la Grange d’Arquien, die als Ehefrau von Johann III. Sobieski Königin von Polen war.

## Herkunft und Werdegang
Henri Albert de La Grange d’Arquien stammt aus einer französischen Adelsfamilie, wurde am 8. September 1613 in Calais geboren und war ein Sohn des Gouverneurs von Calais Antoine de La Grange d’Arquien (* um 1560; † 1626) und dessen Ehefrau Anne d’Ancienville (* um 1580; † 1650).
Henri Albert de La Grange d’Arquien war seit ca. 1633 mit Françoise de La Châtre (1615–1648) verheiratet. Aus der Ehe stammen insgesamt zwölf Kinder, von denen aber nur zwei Töchter die Kindheit überlebten:
1. Marie Louise de la Grange d’Arquien (1638–1728). Sie war seit 1668 mit François-Gaston de Béthune, Marquis de Chabris, († 1692) verheiratet. Aus der Ehe stammen vier Kinder.
2. Marie Casimire Louise de la Grange d’Arquien (1641–1716). Sie war seit 1658 in erster Ehe mit Jan Sobiepan Zamoyski (1627–1665) und in zweiter Ehe seit 1665 mit Johann III. Sobieski (1629–1696) verheiratet. Sie war ab 1674 als Ehefrau von Sobieski Königin von Polen und Großfürstin von Litauen. Aus der ersten Ehe stammen fünf Kinder, die alle im Kindesalter verstarben und aus der zweiten Ehe stammen vierzehn Kinder, von denen vier das Erwachsenenalter erreichten.

Nach dem Tod seiner ersten Ehefrau heiratete Henri Albert um 1649 die ebenfalls verwitwete Charlotte de La Fin de Salins, die zuvor mit François du Tillet († 1673) verheiratet gewesen war. Aus der zweiten Ehe gingen sechs Kinder hervor, die alle jung starben.
Am 13. April 1694 wurde Henri Albert von König Ludwig XIV. von Frankreich als Chevalier in den Orden vom Heiligen Geist aufgenommen. Seine Tochter, die Königin von Polen, vermochte es nicht, für ihren Vater den Titel eines französischen Herzogs zu erlangen, doch auf ihr Bestreben wurde der verwitwete Henri Albert 1695 von Papst Innozenz XII. zum Kardinal kreiert, im Konsistorium vom 12. Dezember 1695 ins Kardinalskollegium aufgenommen und 1696 oder 1699 zum Kardinaldiakon der Kirche San Nicola in Carcere in Rom ernannt. Er nahm am Konklave des Jahres 1700 teil. Er war Kardinal, ohne jemals die Priesterweihe zu empfangen.
Henri Albert de La Grange d’Arquien starb hochbetagt im Alter von 93 Jahren am 24. Mai 1707 in Rom. Sein Grabmal befindet sich in der Kirche San Luigi dei Francesi, der französischen Nationalkirche in Rom, und wurde von dem Bildhauer Pierre de L’Estache geschaffen.